# César Brito
César Brito (Covilhã, 21 d'octubre de 1964) és un exfutbolista portugués, que jugava com a davanter. Va ser 14 vegades internacional amb la selecció del seu país i va marcar dos gols.
Brito va jugar a diversos equips portuguesos i espanyols. La seua època més reeixida va ser amb el Benfica, entre 1985 i 1996. Amb els lisboetes va marcar 18 dianes en 145 partits, inclosos dos que li van donar el títol de lliga al seu equip davant el Porto. També jugà al Salamanca, Mérida o Belenenses.